# Réserve naturelle de Langskjærene
La réserve naturelle de Langskjærene  est une réserve naturelle norvégienne qui est située dans le municipalité de Færder, dans le comté de Vestfold.

## Description
La réserve naturelle de 0,17 km2, créée en 1978, est située sur un groupe de récifs rocheux au sud de l'île de Hui dans la fjord de Tønsberg.
Les récifs sont occupés par le guillemot à miroir lors de la nidification. Les longues falaises sont un habitat important pour plusieurs espèces de goélands, de canards, de pingouins et de cormorans. Pendant les mois d'hiver, il y a de bonnes populations d'oiseaux de mer ici, en particulier de la macreuse noire, de l'eider à duvet, de la harle huppé, du garrot à œil d'ors et de grand cormoran.
L'objectif de la conservation est de préserver le cadre de vie de la faune et de la flore de la zone, notamment dans le respect des oiseaux marins et de leurs lieux de nidification.

## Galerie

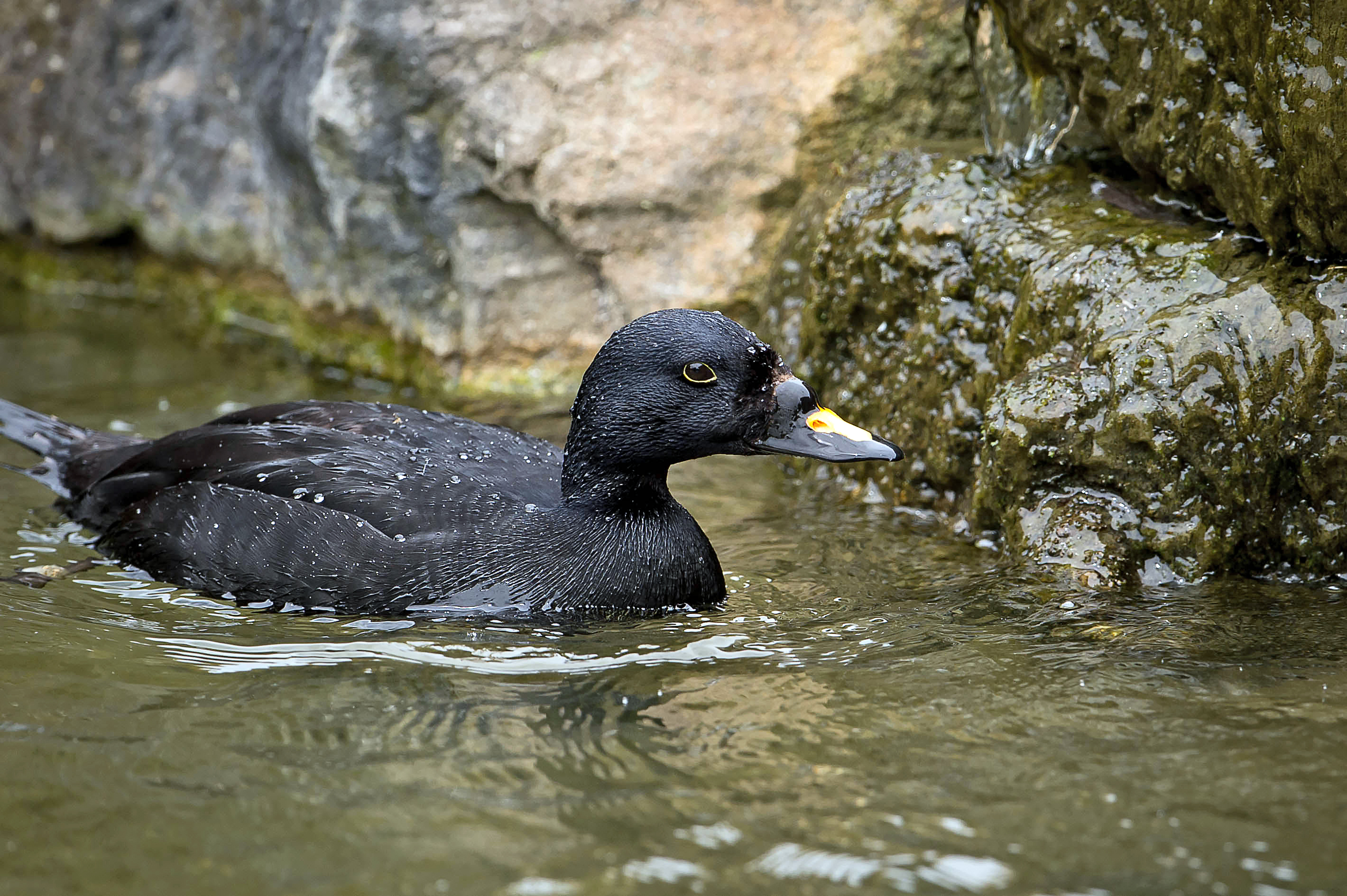
Macreuse noire
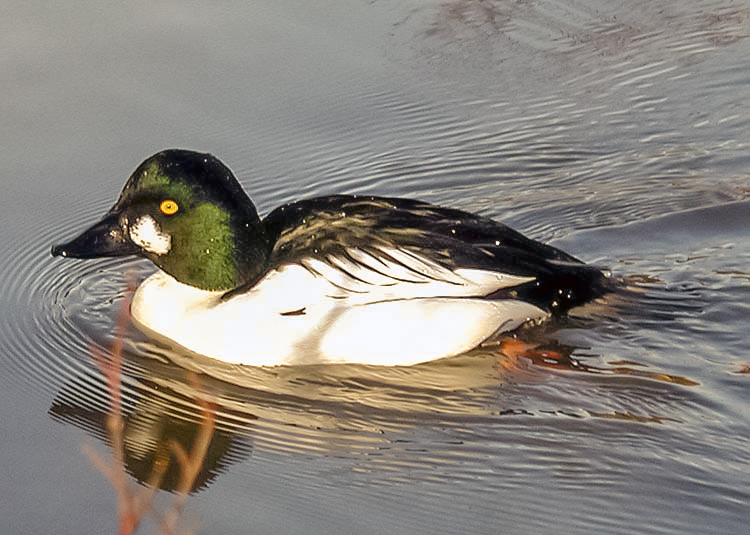
Garrot à œil d'or
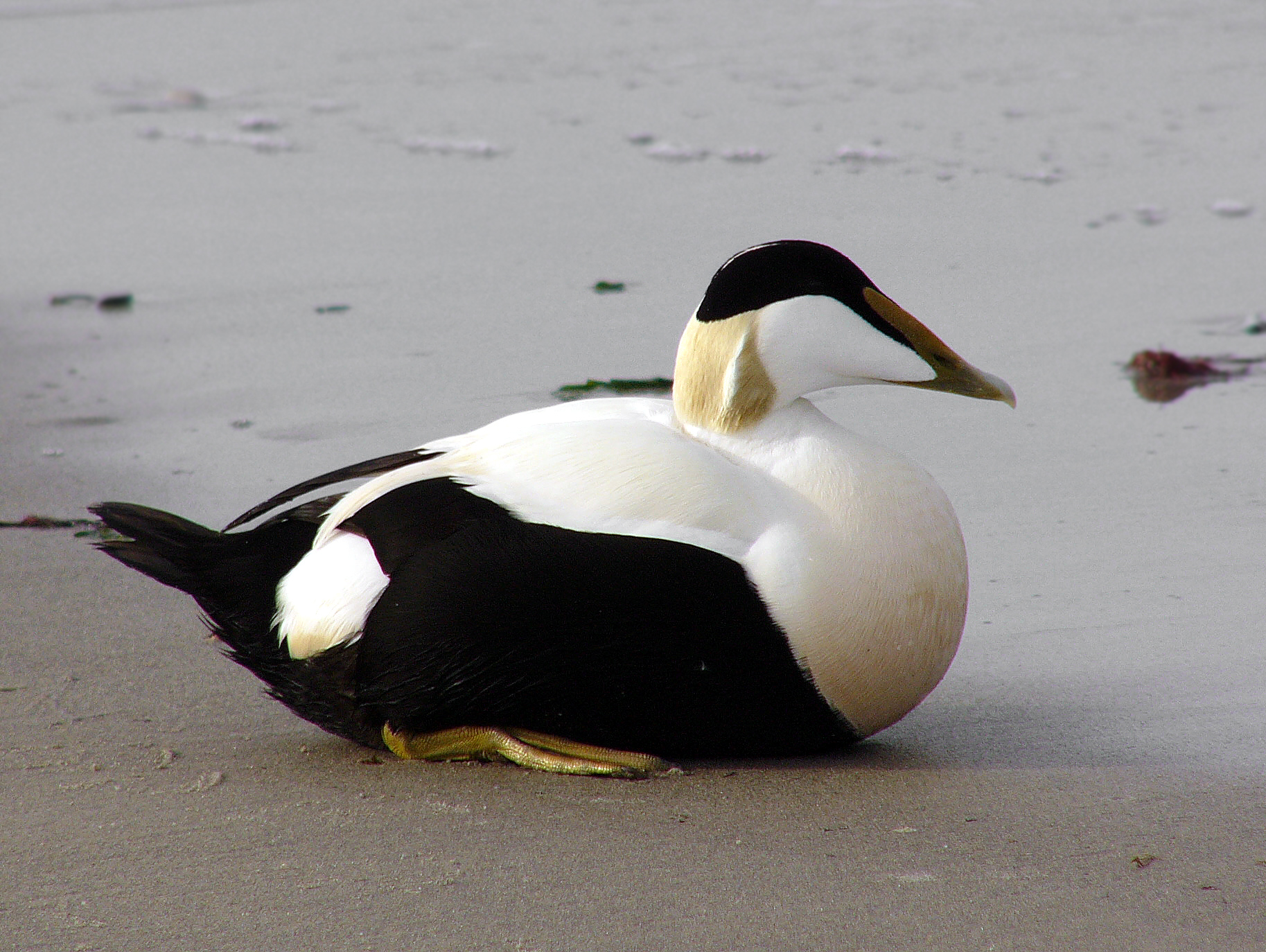
Eider à duvet